# التزام تونس
التزام تونس هو بيان توافقي جاء إثر القمة العالمية حول مجتمع المعلومات، وصدر في 18 نوفمبر 2005 في تونس العاصمة في تونس.

## مقالات ذات صلة
- القمة العالمية حول مجتمع المعلومات
- أجندة تونس حول مجتمع المعلومات

## روابط خارجية
- (بالعربية) نص الالتزام باللغة العربية على موقع الاتحاد الدولي للاتصالات.
- (بالإنجليزية) نص الالتزام باللغة الإنجليزية على موقع الاتحاد الدولي للاتصالات.